# برنهارت فون لانگنبک
برنهارت فون لانگنبک (آلمانی: Bernhard von Langenbeck؛ ‏ تلفظ آلمانی: [ˈbɛʁnhaʁt]؛ ۹ نوامبر ۱۸۱۰ – ۲۹ سپتامبر ۱۸۸۷) جراح و استاد دانشگاه اهل آلمان بود. وی ابداع «روش قطع عضو لانگنبک»، بنیان‌گذار بایگانی جراحی لانگنبک بود.
او دانش‌آموختهٔ رشتهٔ پزشکی در دانشگاه گوتینگن بود و رسالهٔ دکترای خود را در سال ۱۸۳۵ دربارهٔ ساختمان شبکیه نوشت. وی از سال ۱۸۴۸ جانشین یوهان فریدریش دیفن‌باخ و رئیس «مؤسسهٔ بالینی جراحی و چشم‌پزشکی» بیمارستان شاریته شد. از پزشکان مشهوری که در دوران ریاست او در آن بیمارستان کار می‌کردند می‌توان به تئودور بیلروت و امیل تئودور کوخر اشاره کرد.